# Pré-Saint-Évroult
Pré-Saint-Évroult ist eine französische Gemeinde mit 286 Einwohnern (Stand: 1. Januar 2022) im Département Eure-et-Loir in der Region Centre-Val de Loire. Sie gehört zum Arrondissement Châteaudun und ist Mitglied im Gemeindeverband Communauté de communes du Bonnevalais. Die Einwohner werden Évroultiens und Évroultiennes genannt.

## Geografie
Pré-Saint-Évroult liegt etwa 17 Kilometer nordöstlich von Châteaudun. Umgeben wird Pré-Saint-Évroult von den Nachbargemeinden Moriers im Nordwesten und Norden, Pré-Saint-Martin im Norden, Le Gault-Saint-Denis im Norden und Nordosten, Neuvy-en-Dunois im Osten, Bullainville im Osten und Südosten, Dancy im Süden, Saint-Maur-sur-le-Loir im Süden und Südwesten sowie Bonneval im Westen.

## Bevölkerungsentwicklung
| Jahr                       | 1962 | 1968 | 1975 | 1982 | 1990 | 1999 | 2006 | 2013 | 2020 |
| -------------------------- | ---- | ---- | ---- | ---- | ---- | ---- | ---- | ---- | ---- |
| Einwohner                  | 308  | 302  | 294  | 252  | 291  | 277  | 305  | 286  | 295  |
| Quellen: Cassini und INSEE |      |      |      |      |      |      |      |      |      |

## Sehenswürdigkeiten
- Kirche Saint-Évroult aus dem 15. Jahrhundert

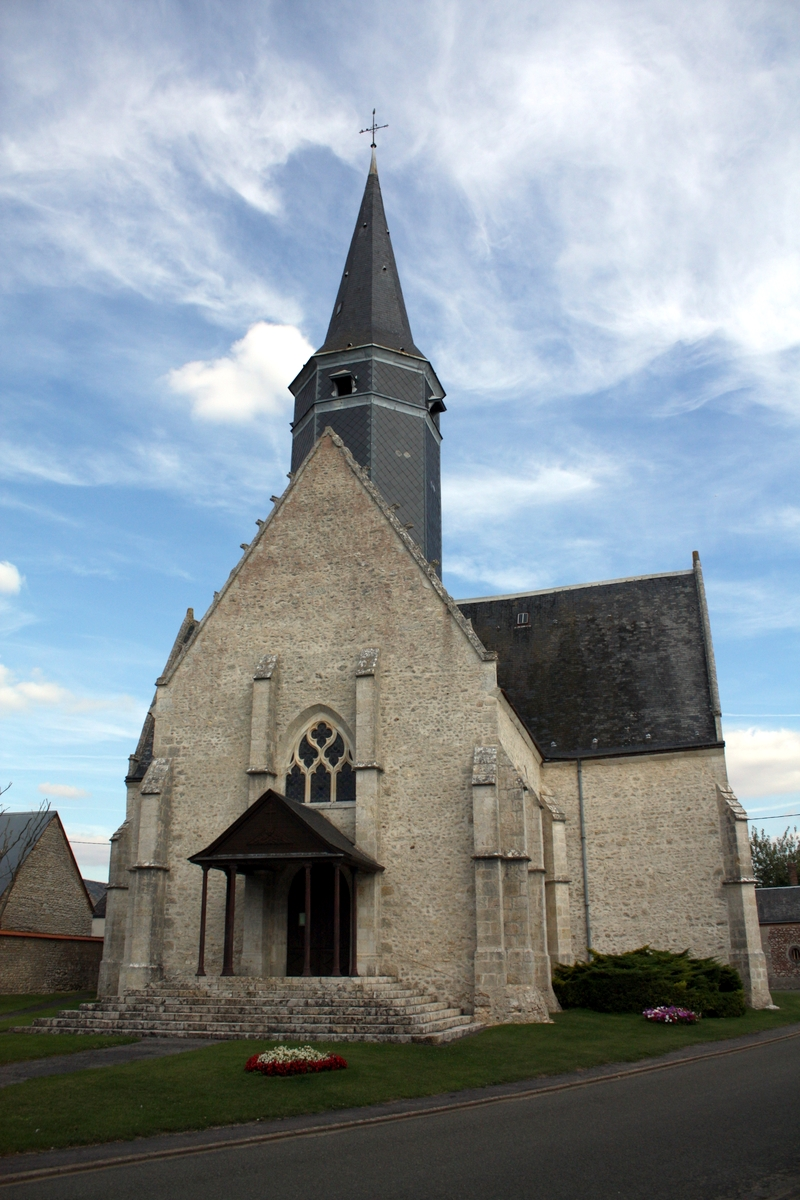
Kirche Saint-Évroult

## Persönlichkeit
- Théophile Ferron (1830–1894), General und Kriegsminister